# Самозванка
Самозванка (на испански: La Impostora) е испаноезична теленовела на Телемундо и Аргос от 2014 година, която е римейк на чилийската теленовела „Веселия хълм“. Снимките са правени в Мексико сити и Гереро. Теленовелата се излъчва в САЩ по канал Телемундо от 14 януари, 2014 г.

## История
Внимание:  Текстът по-долу разкрива сюжета на произведението (или части от него)!
Бланка Гереро е млада жена с невероятната способност да имитира жестовете и гласът на другите. Успява да се вмъкне без проблем на бала с маски на богатото семейство Алтамира с цел да разговаря с дон Леонидас Алтамира, собственик на корабна компания и да помогне на баща си, който е бил верен служител на семейството, но е уволнен несправедливо от Ракел Алтамира, дъщерята на дон Леонидас. На този бал тя среща Едуардо Алтамира и двамата се влюбват, без той да знае коя е красивата маскирана жена. На празненството двамата преживяват един романтичен момент, без да подозират, че живота отново ще ги срещне, благодарение на войната, която ще се разрази между Ракел Алтамира и Адриано Ферер, корабен предприемач от Ню Йорк, който също е сред гостите. Той обвинява Алтамира в убийството на Валентина Алтамира, която е сестра на Ракел и с която в миналото е имал връзка. Но той не знае, че тя всъщност не е мъртва. Заради това, че Бланка има способности на хамелеон, той я наема да се вмъкне в семейството, като милионерка от Ню Йорк под името Виктория Сан Марино със задачата да разкрие истината за Валентина и сина му.

## Актьорски състав
| Актьор             | Роля                                             |
| ------------------ | ------------------------------------------------ |
| Лисет Морелос      | Бланка Гереро/Виктория Сан Марино „Самозванката“ |
| Себастиан Сурита   | Едуардо Леон Алтамира                            |
| Кристиан Бах       | Ракел Алтамира                                   |
| Мануел Ландета     | Адриано Ферер                                    |
| Маурисио Енао      | Хорхе Андрес Алтамира                            |
| Джонатан Ислас     | Кристобал Леон Алтамира                          |
| Бегоня Нарваес     | Мариана Серано                                   |
| Армандо Силвестре  | Дон Леонидас Алтамира                            |
| Алфа Акоста        | Валентина Алтамира/Летисия Родригес              |
| Елса Амесага       | Симона Гереро                                    |
| Мими Моралес       | Карина                                           |
| Пако Маури         | Гилермо „Мемо“ Гереро                            |
| Алберто Павон      | Иван Монтенегро                                  |
| Рикардо Севия      | Уго „Угито“ Гереро                               |
| Елигио Мелендес    | Отец Камило Фернандес                            |
| Рене Гарсия        | Доминго/Питър Сан Марино                         |
| Симоне Виктория    | Сокоро Санчес                                    |
| Сандра Бенхумеа    | Фернанда Гарсия                                  |
| Нестор Родулфо     | Рубен Еспиноса „Eл Туерто“                       |
| Сокоро де ла Кампа | Мелания Роблес                                   |
| Хулиета Грахалес   | Каталина Ечеверия                                |
| Мариано Паласиос   | Диего Ечеверия                                   |
| Макарена Оз        | София Алтамира Серано                            |
| Едгар Иван Делгадо | Рамон Валенсуела                                 |
| Лупита Сандовал    | Доня Тита                                        |
| Уриел дел Торо     | Рафаел Морено                                    |
| Росио Васкес       | Франсиска Маркес                                 |
| Сам Гарсия         | Ричи Салгадо                                     |
| Моси Сантини       | Валери                                           |

## Награди и номинации
| Година | Награди          | Категория              | Номинирани                  | Резултат   |
| ------ | ---------------- | ---------------------- | --------------------------- | ---------- |
| 2014   | Premios Tu Mundo | Теленовела на годината | Самозванка                  | номинирана |
| 2014   | Premios Tu Mundo | Любим главен актьор    | Себастиан Сурита            | номиниран  |
| 2014   | Premios Tu Mundo | Любима главна актриса  | Лисет Морелос               | номинирана |
| 2014   | Premios Tu Mundo | Най-добро лошо момиче  | Бегоня Нарваес Кристиан Бах | номинирана |
| 2014   | Premios Tu Mundo | Най-добър млад артист  | Макарена Оз                 | номинирана |
| 2014   | Premios Tu Mundo | Заслужил актьор        | Мануел Ландета              | победител  |

## „Самозванка“ в България
Теленовелата стартира на 28 април 2014 г. и се излъчва всеки делничен ден по канал bTV Lady и завършва на 10 октомври.
Теленовелата стартира за втори път по bTV на 24 август 2015 г. Приключва на 13 януари 2016 г.
Ролите се озвучават от Венета Зюмбюлева, Ася Рачева, Вера Методиева, Радослав Рачев и Христо Чешмеджиев.

## В други страни
| Страна   | ТV канал  | Премиера       | Час на излъчване | Финал            |
| -------- | --------- | -------------- | ---------------- | ---------------- |
| САЩ      | Телемундо | 14 януари 2014 | 20:00            | 3 юли 2014       |
| Мексико  | Gala TV   | 24 март 2014   |                  |                  |
| България | BTV Lady  | 28 април 2014  | 18:00            | 13 октомври 2014 |